# Rosenburg-Mold
Rosenburg-Mold é um município da Áustria localizado no distrito de Horn, no estado de Baixa Áustria.